# Трифонова, Наталья Ивановна
Наталья Ивановна Трифонова — советский хозяйственный деятель, Герой Социалистического Труда. Участница Великой Отечественной войны. Член КПСС. 
Делегат XXIV съезда КПСС.

## Биография
Родилась в 1918 году в деревне Плишкино. 
В 1930—1935 — пастушка, свинарка в совхозе «Прогресс» Милославского района Московской области.
В 1935—1941 — заведующая свиноводческой фермой совхоза «Прогресс» Милославского района Московской / Рязанской области.
Участница Великой Отечественной войны: заведующая складом 225-го батальона авиационного обслуживания на Брянском и 2-м Украинском фронтах.
В 1946—1974 — бригадир свиноводов животноводческой фермы совхоза «Прогресс» Милославского района Рязанской области.
Указом Президиума Верховного Совета СССР от 8 апреля 1971 года присвоено звание Героя Социалистического Труда с вручением ордена Ленина и золотой медали «Серп и Молот».
Умерла в 1994 году в посёлке Южный Милославского района. Похоронена в посёлке городского типа Милославское.

## Награды и звания
- Герой Социалистического Труда (08.04.1971)
- Орден Ленина (08.04.1971)
- Орден Трудового Красного Знамени